# Franco Merli
Franco Merli (Roma, 31 de octubre de 1956-Roma, 17 de mayo de 2025) fue un actor italiano, más conocido por su papel en Saló o los 120 días de Sodoma.

## Primeros años
Pese a que apareció en varias películas italianas durante la década de 1970, muy poco se sabe sobre él. En 1973, el famoso poeta y cineasta italiano Pier Paolo Pasolini lo descubrió. Con 16 años de edad, trabajaba como empleado de una gasolinera en ese momento (como Ninetto Davoli, amigo de Pasolini y actor en la mayoría de sus películas, narra). Pasolini fue en busca de un hombre joven para interpretar al protagonista de su próxima película, Las mil y una noches (Il fiore delle mille e una notte). El director inmediatamente supo que Franco Merli, con su pequeño pero musculoso físico, miradas mediterráneas oscuras y sonrisa fácil, era la elección perfecta para el papel de Nur Ed Din. O, como dijo en una ocasión: "[...] Un chico de Corleone (en Sicilia), que tiene la inocencia de sus dieciséis años en el cuerpo de un joven de dieciocho años de edad".

## Carrera
Las mil y una noches fue un éxito internacional y Merli adquirió gusto por el negocio del cine. Después de su debut apareció con el pelo teñido de rubio en La collegiale.
En 1975 Pasolini lo contrató una vez más, para el papel de una de las víctimas de sexo masculino en su producción Salò o los 120 días de Sodoma. En esta película, Merli era, al igual que los otros actores no profesionales, nombrado en la película por su verdadero nombre, Franco. El director eligió a Merli una vez más, no solo porque él encarnaba el "tipo Pasolini" , sino también porque el joven actor ya había probado en Las mil y una noches que estaba perfectamente cómodo apareciendo desnudo delante de una cámara. En cierto modo, Salò hizo inmortal la cara de Franco ya que una de las imágenes más altamente publicitados de la película fue el primer plano del joven Merli cuando su lengua se corta en las escenas de tortura finales. 
Franco Merli, tuvo por lo menos un momento incómodo durante el rodaje de Salò o le 120 giornate di Sodoma, como Ezio Manni -que interpretó al guardia que se enamora de la criada negra (Ines Pellegrini)-. recuerda: Tal vez sorprendentemente no se trataba de la desnudez, ni de las cosas degradantes a las que él y los demás actores que interpretan a las víctimas tuvieron que someterse en frente de la cámara, sino que se produjo durante la escena en la que se elige a Merli como quien tiene el más bello trasero. En la escena se filmó a Franco como una "recompensa" por haber ganado el concurso. Al parecer el joven de repente se volvió loco cuando el arma se le puso en la cabeza, lanzando la escena. Manni dice que tomó bastante tiempo calmar Merli de nuevo y persuadirlo de seguir adelante con la escena de la forma prevista.
Según esta fuente Merli también estaba preocupado por los rumores en el set de que él era homosexual. Se supone que era objeto de burlas de parte de sus compañeros debido a eso y por lo tanto estaba en los rincones durante la mayor parte de las filmaciones. La veracidad de aquello es discutible ya que ninguna otra fuente sobre este hecho parece existir.
En 1976, Franco Merli apareció en la pantalla como Fernando, hijo del personaje de Nino Manfredi, que gana su dinero como una prostituta travesti en Brutti, sporchi e cattivi. Esta sátira social, del italiano Ettore Scola, fue también (junto a un pequeño papel en Il malato immaginario de 1979) el apogeo de Franco Merli como actor. Es probable que haya conseguido el papel de Fernando gracias a su relación con Pasolini, ya que el director no solo era un amigo de Scola, sino que iba a escribir un prólogo para la película. Pero Pasolini fue asesinado antes de que esto aconteciera.
Desde que el mentor de Merli hubiese muerto y su elección de papeles (o tal vez los que se le ofrecían) hubiese sido más bien poco convencional, no logró encontrar más trabajo en la industria, a pesar de su versatilidad como actor con un rango de pura inocencia al libertinaje. El hecho de que se hubiera convertido en la "cara" y "cuerpo" de la polémica Salò fue un factor contribuyente.

### Reaparición en 2006
En 2006 Franco Merli apareció una vez más en la gran pantalla cuando el documental de Giuseppe Bertolucci sobre Pasolini y la fabricación de Salò, Pasolini prossimo nostro (Pasolini junto a nosotros) se estrenó en el Festival Internacional de Cine de Venecia. La película fue lanzada en DVD en Italia en mayo de 2007.

## Filmografía
- 1974: Las mil y una noches (Il fiore delle mille e una notte)
- 1975: La collegiale
- 1975: Salò o los 120 días de Sodoma (Salò o le 120 giornate di Sodoma)
- 1976: Feos, sucios y malos (Brutti, sporchi e cattivi)
- 1979: Il malato immaginario
- 2006: Pasolini prossimo nostro